# Karabo Mothibi
Karabo Mothibi (* 15. Oktober 1996 in Jwaneng) ist ein botswanischer Sprinter.

## Sportliche Laufbahn
Erste Erfahrungen bei internationalen Meisterschaften sammelte Karabo Mothibi bei den Jugendweltmeisterschaften 2013 in Donezk, bei denen er im 100-Meter-Lauf bis in das Halbfinale gelangte, in dem er mit 11,00 s ausschied. Zudem folgte das Aus über 200 Meter in 22,47 s in der ersten Runde. Im Jahr darauf gelangte er bei den Juniorenweltmeisterschaften in Eugene im 200-Meter-Lauf bis in das Halbfinale und schied dort mit 21,54 s aus. Zudem nahm er auch mit der 4-mal-100-Meter-Staffel teil, erreichte aber mit 40,53 s nicht das Finale. 2015 gewann er bei den Juniorenafrikameisterschaften in Addis Abeba mit der Staffel in 40,95 s die Silbermedaille. 2016 belegte er bei den Afrikameisterschaften in Durban in 10,36 s den sechsten Platz über 100 Meter sowie in 40,40 s Platz sieben mit der Staffel. 2018 nahm er 100-Meter-Lauf an den Commonwealth Games im australischen Gold Coast teil und schied dort mit 10,42 s im Vorlauf aus. Im August wurde er bei den Afrikameisterschaften in Asaba in 10,55 s Achter über 100 Meter und schied über 200 Meter mit 21,31 s im Halbfinale aus. Im Jahr darauf nahm er erstmals an den Afrikaspielen in Rabat teil und gelangte dort über 100 Meter bis in das Halbfinale, in dem er mit 10,55 s ausschied. Über 200 Meter scheiterte er mit 21,25 s bereits in der ersten Runde und belegte mit der Staffel in 39,52 s den fünften Platz. Bei den World Athletics Relays 2021 im polnischen Chorzów verpasste er mit 39,55 s den Finaleinzug in der 4-mal-100-Meter-Staffel. 
2016 wurde Mothibi botswanischer Meister im 100-Meter-Lauf sowie mit der 4-mal-100-Meter-Staffel. 2017 sicherte er sich den Titel über 200 Meter.

## Persönliche Bestzeiten
- 100 Meter: 10,25 s (+1,3 m/s), 16. Juni 2019 in Gaborone
- 200 Meter: 20,66 s (−0,4 m/s), 14. Mai 2017 in Francistown